# 立花通栄
立花 通栄（たちばな なおちか）は、江戸時代後期の筑後国柳河藩の家老。柳河藩家老家の一つである立花織衛家の2代目。石高1000石。家格は大組外。『立花織衛家文書目録』掲載系図では吉田兼儔（舎人）の実兄にあたるとしている。

## 経歴
部屋住み時代から藩に勤仕する。安永6年（1777年）に織衛の通称を拝領。安永9年（1780年）に織衛家の家督を相続し、天明元年（1781年）に父・通孝と同様、伯父（通孝の実兄）で藩主の立花鑑通より一字拝領され、諱を通栄とする。
義兄弟の立花寿賰らと豪傑組を組織して、安東省菴以来の藩学の改変や勤倹尚武を唱える藩政改革を行うが、義弟の立花鑑寿に信任された守旧派家老の小野勘解由により、寛政10年（1798年）に寿賰と共に家老職を一時免職される（豪傑崩れ）。その後、家老に復職し立花姓を賜る。
文政5年12月（1823年）に、士中家譜御改を仰せ付けられる。文政7年（1824年）死去。墓所は福岡県柳川市奥州町の福厳寺。
叔父で交代寄合の山名義徳との文書のやりとりが、「立花織衛家文書」に残っている。